# Wilhelmina Fundin
Pour les articles homonymes, voir Fundin.
Wilhelmina Christina Fundin (12 juillet 1819 — 28 janvier 1911), dite « Mina », est une chanteuse soprano suédoise. Elle chante à l'Opéra royal de Stockholm pendant 30 ans, sans interruption. Au milieu du XIXe siècle, elle est considérée comme l'une des interprètes les plus douées dans le milieu de l'opéra suédois,.

## Biographie
Née le 12 juillet 1819, à Stockholm, Wilhelmina Fundin est la fille du grand-chantre de l'Église de St Clara nommé Carl Axel Fundin, et de Christina Margaretha Wikström. Elle rencontre Jenny Lind a ses quatorze ans. Cette dernière la surnomme  « Mina Fundin ». Elles sont embauchées toutes deux par un théâtre, en tant qu'apprenties.
Après avoir intégrée l'école du Théâtre royal en 1833, elle est engagée comme comédienne et chanteuse d'opéra en 1841. Quand Jenny Lind est en tournée à l'étranger, Wilhelmina Fundin interprète les rôles principaux de celle-ci.
Parmi ses rôles les plus notables, on compte la Reine de la Nuit dans La Flûte enchantée, Adalgisa dans Norma, et Leonora dans Alessandro Stradella.